# هنري والتون
هنري والتون (بالإنجليزية: Henry Walton)‏ هو مصمم ليثوغراف ورسام أمريكي، ولد في 1804، وتوفي في 1865.